# Fannie Farmer
Fannie Merritt Farmer, född 23 mars 1857, död 16 januari 1915, var en amerikansk-kanadensisk matexpert och kokboksförfattare.  Hon utgav Boston Cooking-School Cook Book (1896) som kom att bli en vida framgångsrik storsäljare och kokboksklassiker. 